# Miconia flavescens
Miconia flavescens är en tvåhjärtbladig växtart som beskrevs av Célestin Alfred Cogniaux. Miconia flavescens ingår i släktet Miconia och familjen Melastomataceae. Inga underarter finns listade i Catalogue of Life.